# Air Maldives
Air Maldives — національна авіакомпанія Мальдів зі штаб-квартирою в Мале, яка здійснювала регулярні пасажирські авіаперевезення всередині країни і на міжнародних напрямках.
Компанія була заснована 1 жовтня 1974 року і закінчила свою діяльність банкрутством в 2000 році через 26 років.
Портом приписки авіакомпанії був міжнародний аеропорт імені Ібрагіма Насіра в Мале.

## Історія

### 1970-ті роки
Air Maldives почала регулярні пасажирські перевезення на двох придбаних у Caribbean United Airlines літаках Convair 440: «Flying Fish I» (реєстраційний 8Q-AM101) і «Flying Fish II» (реєстраційний 8Q-AM102). Перший лайнер компанії приземлився в міжнародному аеропорту імені Ібрагіма Насіра 9 жовтня 1974 року.
Авіакомпанія здійснює регулярні рейси між Мале і Коломбо шість днів в тиждень, використовуючи сьомий день для технічного обслуговування літаків. На внутрішньому ринку компанія почала з щоденного маршруту між Мале і міжнародним аеропортом Ган. В цілях мінімізації витрат Air Maldives найняла в Коломбо агентів з продажу квитків на свої рейси, а також уклала договір з Air Ceylon на аеропортове обслуговування в Коломбо.
У 1976 році 49 % власності Air Maldives придбала сінгапурська компанія «Tri-9 Corporation», взявши на себе 1 червня того ж року повне управління авіакомпанією. Місяцем пізніше Air Maldives припинила перевезення між Мале і Ганом по причині виведення контингенту Королівських військово-повітряних сил Великої Британії з прилеглої авіабази і різким падінням попиту на перевезення.

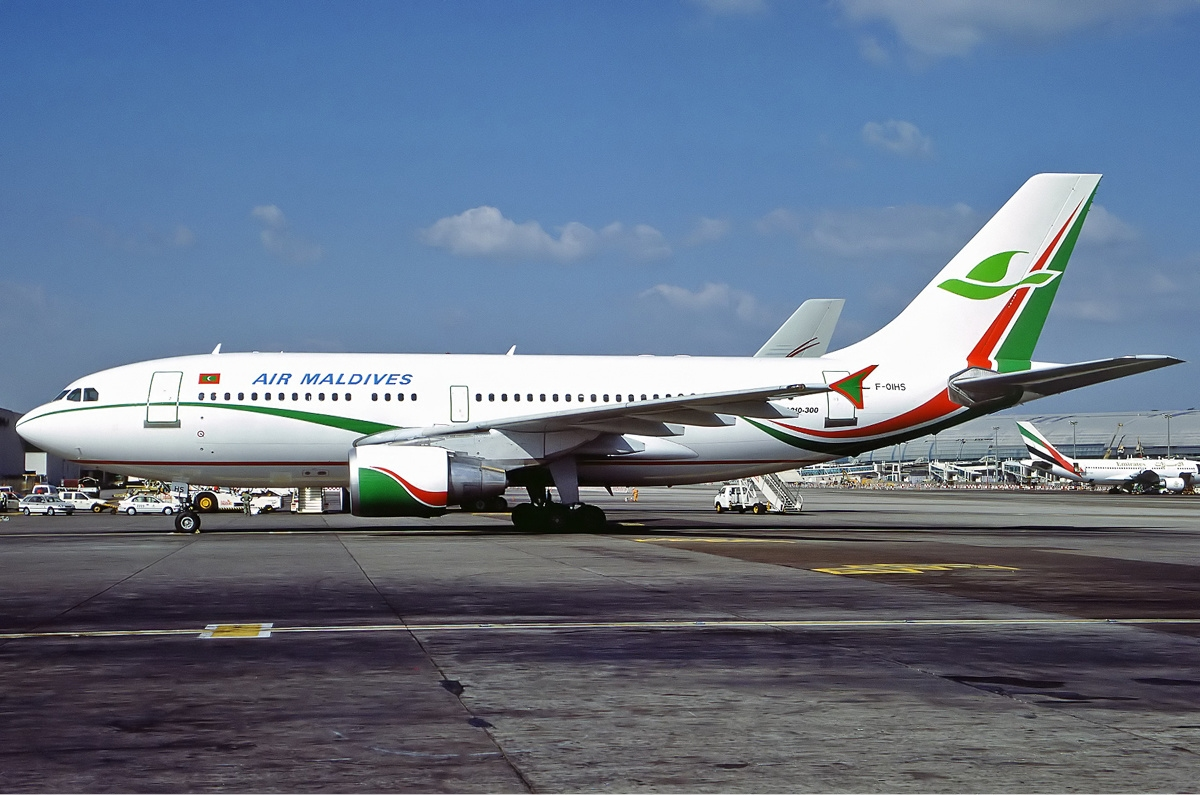
Airbus A310-300 авіакомпанії Air Maldives

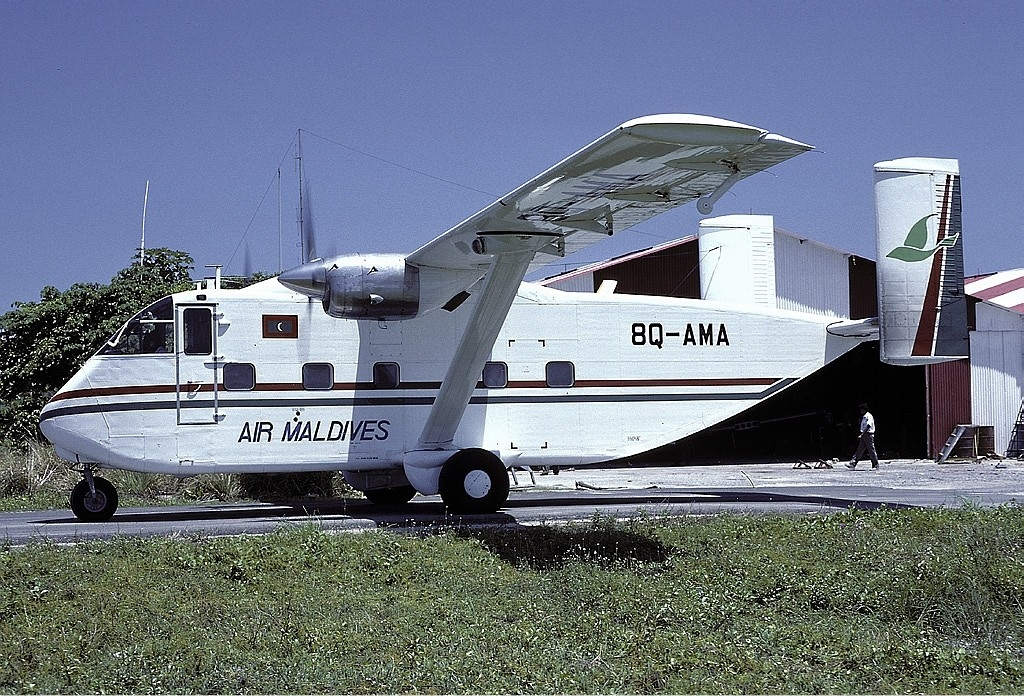
Dornier 228 авіакомпанії Air Maldives

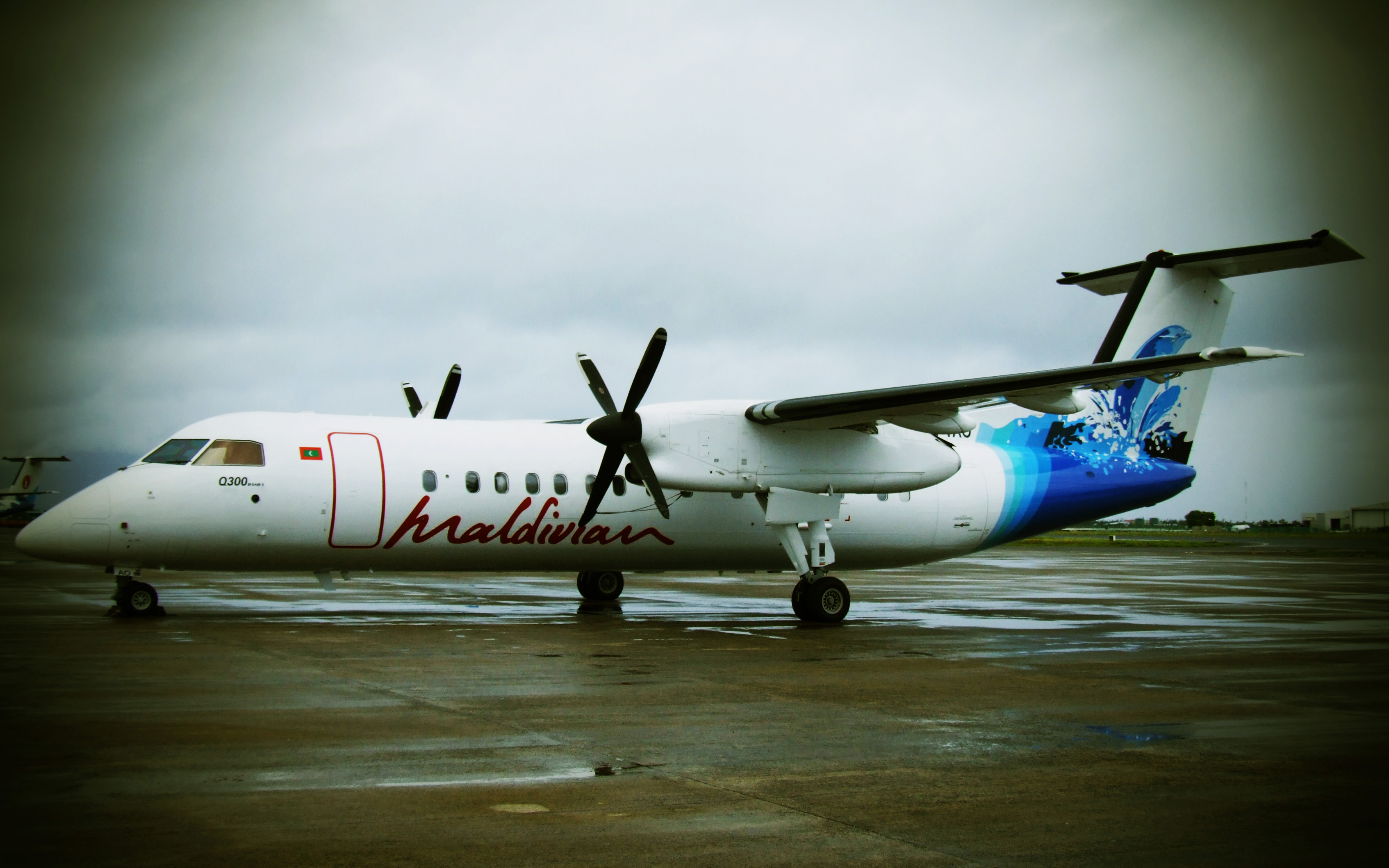
Після банкрутства національним авіаперевізником стала авіакомпанія Maldivian

Після зміни власника нове керівництво було змушене відправити обидва експлуатованих літака на капітальний ремонт в сінгапурський міжнародний аеропорт Селетар з причини їх дуже поганого технічного стану. Після проведеної оцінки ремонт першого з них (8Q-AM101, «Flying Fish I») було визнано недоцільним і літак залишився чекати утилізації в Селетаре. На спену йому в жовтні 1976 року був придбаний інший Convair 440 (реєстраційний 90907). Другий лайнер після капітального ремонту повернувся в листопаді 1976 року в експлуатацію.
У травні 1977 року авіакомпанія була змушена повністю припинити операційну діяльність через її заморожування активів мальдівським урядом. Літак з реєстраційним номером 90907 був повернутий у Сінгапур, другий лайнер з реєстраційним номером 8Q-AM102 знаходився на стоянці в міжнародному аеропорту Мале аж до його продажу в січні 1979 року.

### 1980-ті роки
Air Maldives відновило комерційні авіаперевезення на початку 1980 року, однак її діяльність була обмежена лише внутрішнім ринком — авіакомпанія виконувала рейси на Short SC.7 Skyvan між Мале й Ганом.
В кінці 1980-х років Short SC.7 Skyvan був замінений на два літака Dornier 228, після чого в маршрутну мережу компанії увійшли ще два аеропорти в Ханімаду і Кадхоо.

### 1990-ті роки
У 1990-х роках Air Maldives отримала фінансові інвестиції і вийшла на ринок міжнародних перевезень. 51 % власності перевізника до цього часу володів уряд Республіки Мальдіви, решта 49 % перебували у бізнесмена Налурі Берхада, який був мажоритарним власником авіакомпанії Malaysia Airlines.
З 10 листопада 1994 року Air Maldives почала здійснювати регулярні рейси в Дубай, Коломбо, Трівандрум і Куала-Лумпур, а пізніше ввела маршрути в Бангкок і в Лондон через Дубай.

## Банкрутство
У 2000 році Air Maldives оголосила себе банкрутом, сумарний борг авіакомпанії склав близько 69,2 мільйонів доларів США. Справжні причини банкрутства компанії не розголошувалися і, судячи з усього, це не робилося з відома урядових чиновників.
Громадськість Мальдів була здивована і розчарована несподіваними і дивними обставинами зникнення національної авіакомпанії країни. Окремі представники публічно вимагали пояснень, після чого уряд обрав найбільш зручний спосіб, зваливши всю вину на колишнього виконавчого директора Malaysia Airlines Таджудіна Рамлі.

## Повітряний флот
- Airbus A300 — 2 од., повернуті з лізингу
- Airbus A310 — 3 од., повернуті з лізингу
- de Havilland Canada Bombardier Dash 8 — 1 од., продовжив роботу в Maldivian
- Dornier 228 — 2 од., обидва утилізовані в 2008 році
- Short SC.7 Skyvan — 1 од., проданий у 1991 році
- Convair 440 — 2 од., один утилізований, другий проданий.

## Маршрутна мережа
- Франція — Париж
- Німеччина — Франкфурт
- Індія — Трівандрум
- Японія — Токіо
- Мальдіви — Мале, Ган, Ханімаду, Каалдхоо, Кадхоо
- Малайзія — Куала-Лумпур
- Республіка Корея — Сеул
- Шрі-Ланка — Коломбо
- Таїланд — Бангкок
- Об'єднані Арабські Емірати — Дубай
- Велика Британія — Лондон, Манчестер